# Chlorocnemis maccleeryi
Chlorocnemis maccleeryi is een libellensoort uit de familie van de Breedscheenjuffers (Platycnemididae), onderorde juffers (Zygoptera).
De soort staat op de Rode Lijst van de IUCN als kritiek, beoordelingsjaar 2003. De libel komt alleen voor in Malawi.
De wetenschappelijke naam van de soort is voor het eerst geldig gepubliceerd in 1969 door Pinhey.